# Tianlong (Großgemeinde)
Tianlong (chinesisch 天龙镇, Pinyin Tiānlóng Zhèn) ist eine Großgemeinde im Stadtbezirk Pingba der Stadt Anshun in der Provinz Guizhou der Volksrepublik China. Der Gemeindecode ist 520421103, die Bevölkerung beläuft sich auf 21.750 Personen bei einer Gemeindefläche von 65 km².
Der Großgemeinde unterstehen die elf Dörfer Tianlong, Shanbeihou, Tiantai, Lucheba, Shuangdong, Damo, Xinhua, Leijiadong, Zhulin, Erguan und Gaoyuan. Eine bekannte Attraktion ist das historische Dorf Tianlong Tunpu.